# Rábakethely
Rábakethely (szlovénül Trošče, vend alakban Troušče, németül Marckl) egykor önálló település volt, 1950 óta Szentgotthárd része. A város központjának keleti szomszédságában helyezkedik el, a 7454-es út mentén.
A területet a szentgotthárdi ciszterci apátság birtokolta hosszú időn keresztül. A többi apátsági birtokon található településsel ellentétben Kethely és a közeli Zsida, illetve Zsidahegy nem majorokból alakultak ki. A falu első írásos említése Kedhel 1350-ből, mivel vásártartási joga volt, ezért keddi napokon került sor a vásárokra. A faluban már az Árpád-korban állhatott templom, ugyancsak a mostani Mindenszentek-temploma helyén. A rábakethelyi kegyhely hosszú évszázadokon át a vendvidéki és más környékbeli falvakat fogta össze, ezért Rábakethely és Szentgotthárd éppúgy a Vendvidék része, bár etnikailag többségében magyar lakosú.

További írásos említései: 1354 Kedhel, 1423 Kethel, 1548 Kethhel, 1576 Kethel, valamint Mind-Zenth, 1581 Kethel, 1620 Kethell.
A ciszterci apátság monostora nem messze feküdt innen. 1391-ben az apátságot és vele együtt Kethelyt is Luxemburgi Zsigmond a Szécsieknek adományozza. Ekkor a településen egytelkes nemesek éltek.

1605-ben Wolfgang von Tieffenbach csapatai szállták meg, ezt követően török támadások érték, ami miatt 1638-ban behódolt Kethely a kanizsai törököknek. 1664-ben lezajlott szentgotthárdi csata során nem messze innen állt a török hadsereg arcvonala, s a települést felégették.

A 18. században az apátság újjáéledt és ismét annak birtokába tartozott. Templomát a 19. században átalakították.
1907-ben nevéhez hozzátoldották a Rába jelzőt. 1950-ben egyesítették Szentgotthárddal, melynek azóta is a részét képezi.
Kethelyen élt a vértanúhalált halt Brenner János káplán, akit a szomszédos Zsida közelében gyilkoltak meg, kommunista felforgató tevékenység keretében.

## Híres emberek
- Dancsecs József író
- Brenner János vértanú